# Team NSP-Ghost/Saison 2012
Dieser Artikel listet Erfolge und Fahrer des Radsportteams NSP-Ghost in der Saison 2012 auf.

## Erfolge in der UCI Europe Tour
| Datum  | Rennen                                 | Kat. | Sieger      |
| ------ | -------------------------------------- | ---- | ----------- |
| 5. Mai | 3. Etappe Szlakiem Grodòw Piastowskich | 2.1  | Tino Thömel |

## Platzierungen in UCI-Ranglisten
| UCI Continental Circuit | Platz |
| ----------------------- | ----- |
| UCI Europe Tour 2012    | 60    |

## Zugänge – Abgänge
| Zugänge           | Team 2011                | Abgänge           | Team 2012               |
| ----------------- | ------------------------ | ----------------- | ----------------------- |
| Stefan Schäfer    | LKT Team Brandenburg     | Björn Thurau      | Team Europcar           |
| Sebastian Forke   | Nutrixxion Sparkasse     | Markus Eichler    | Team NetApp             |
| Sergej Fuchs      | Nutrixxion Sparkasse     | Fabian Bruno      | Team Heizomat           |
| Steffen Radochla  | Nutrixxion Sparkasse     | Sebastian Baldauf | RSC Auto-Brosch Kempten |
| Daniel Domínguez  | Tusnad Cycling Team      | Thomas Fothen     | Unbekannt               |
| René Hooghiemster | Ubbink Koga Cycling Team | Matthias Mortka   | Unbekannt               |
| René Heinze       | Jenatec Cycling          | Brian Takacs      | Unbekannt               |

## Mannschaft
| Name              | Geburtstag        | Nationalität |
| ----------------- | ----------------- | ------------ |
| Daniel Domínguez  | 16. Juni 1985     | Spanien      |
| Jacob Fiedler     | 20. Juni 1987     | Deutschland  |
| Sven Forberger    | 9. April 1982     | Deutschland  |
| Sebastian Forke   | 13. März 1987     | Deutschland  |
| Markus Fothen     | 9. September 1981 | Deutschland  |
| Sergej Fuchs      | 21. Februar 1987  | Deutschland  |
| René Heinze       | 22. Mai 1987      | Deutschland  |
| René Hooghiemster | 30. Juli 1986     | Niederlande  |
| Yannick Mayer     | 15. Februar 1991  | Deutschland  |
| Léo Menville      | 11. Oktober 1988  | Frankreich   |
| René Obst         | 21. Juni 1977     | Deutschland  |
| Steffen Radochla  | 19. Oktober 1978  | Deutschland  |
| Lucas Schädlich   | 25. November 1988 | Deutschland  |
| Stefan Schäfer    | 6. Januar 1986    | Deutschland  |
| Jonas Schmeiser   | 11. Juli 1987     | Deutschland  |
| Tino Thömel       | 6. Juni 1988      | Deutschland  |